# Helioporidae
Die Helioporidae sind eine Familie der Achtstrahligen Korallen (Octocorallia), die in den flachen Korallenriffen des tropischen Indopazifiks und in tieferen Regionen des westlichen Atlantiks vorkommt. Bis 2022 wurde in die eigenständige Ordnung Helioporacea gestellt.

## Merkmale
Wie fast alle Oktokorallen bilden die Arten der Familie Helioporidae Kolonien, die aus vielen Einzelpolypen bestehen. Im Unterschied zu allen anderen Oktokorallen produzieren die Helioporidae aber, wie die nicht nah verwandten Steinkorallen, ein massives Skelett, das bei ihnen aus sechseckigen Aragonitkristallen besteht. Auch die Polypenkörperwände  bestehen aus kristallinem Aragonit und nicht aus verschmolzenen Skleriten. Kolonien sind massive Gebilde, oft mit gelappten oder fingerförmigen Auswüchsen, oder sie sind wachsen flächig auf dem Untergrund und die Polypen sind basal durch verkalkte Stolonen verbunden. Die monomorphen Polypen sind gleichmäßig über die Oberfläche der Kolonie verteilt. Sie können sich in die Kolonie zurückziehen. Größere Polypen bilden hin und wieder kleinere Sekundärpolypen an ihrer Basis. Die Polypen von Heliopora und Nanipora sind ohne Skleriten, die von Epiphaxum besitzen Sklerite sowohl im Körper als auch in den Tentakeln. Heliopora und Nanipora leben in einer Endosymbiose mit Zooxanthellen und beziehen dadurch Zucker, Stärke und anderen organische Produkte, Epiphaxum hat keine Zooxanthellen, lebt in tieferen Regionen und ist deshalb auf planktonische Nahrung angewiesen.

## Gattungen

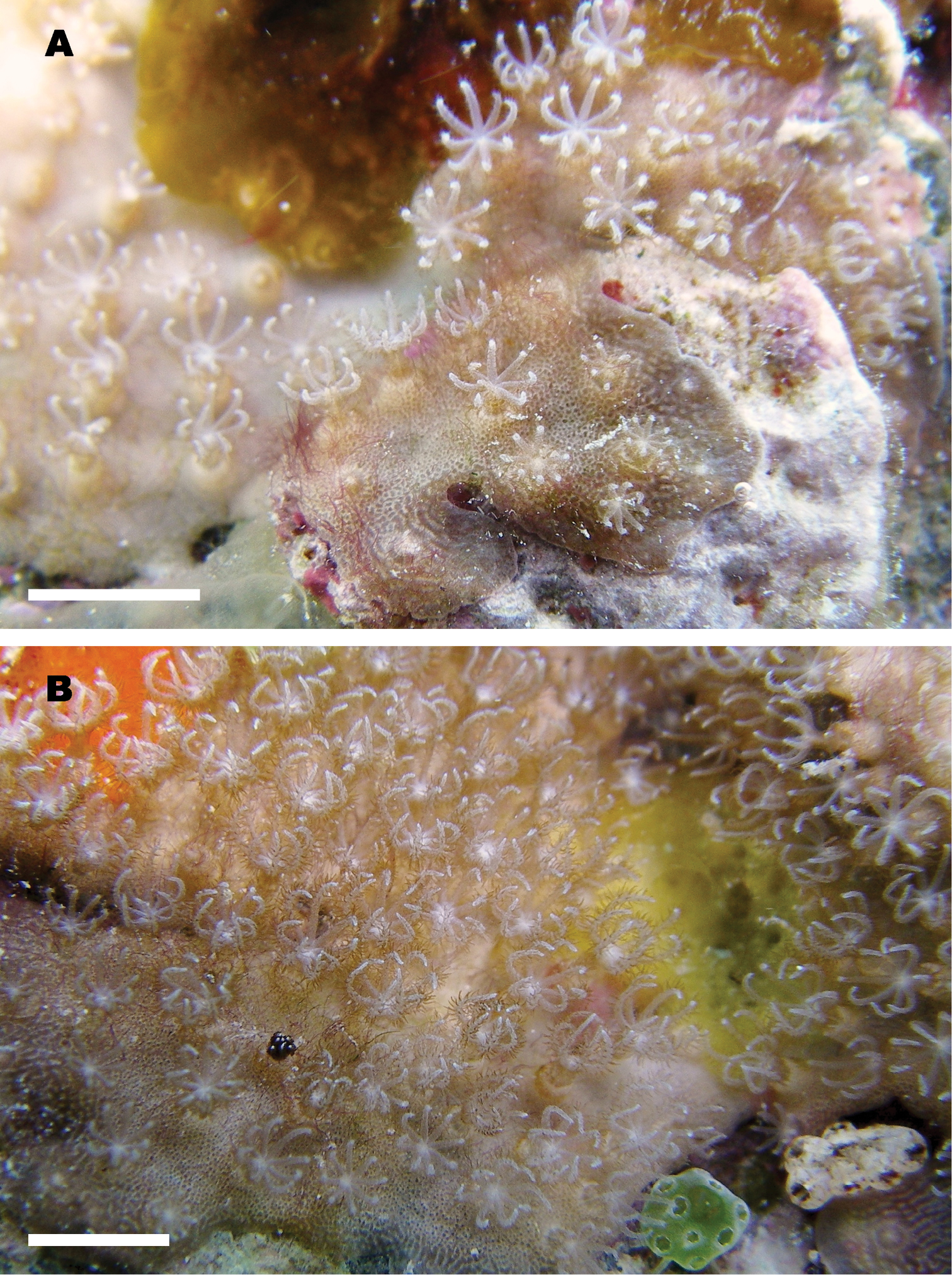
Nanipora kamurai

Zur Familie Helioporidae gehören drei Gattungen:
- Gattung Epiphaxum Lonsdale, 1850 (syn. Lithotelesto Bayer & Muzik, 1977)[2]
  - Epiphaxum breve Bayer, 1992, Golf von Mexiko, Barbados
  - Epiphaxum micropora (Bayer & Muzik, 1977), Barbados
  - Epiphaxum septiferum Bayer, 1992, Madagaskar
- Gattung Heliopora de Blainville, 1830
  - Blaue Koralle (Heliopora coerulea (Pallas, 1776))
  - Heliopora hiberniana Richards et al., 2018
- Gattung Nanipora Miyazaki & Reimer, 2015[3]
  - Nanipora kamurai Miyazaki & Reimer, 2015

## Systematik
Die Familie Helioporidae wurde 1876 durch den britischen Biologen Henry Nottidge Moseley aufgestellt. Sie gehörte bis 2022 in eine monotypische Ordnung Helioporacea. Diese Sonderstellung verlor sie 2022 mit der Einführung der Ordnung Scleralcyonacea, da die Helioporidae nur eine von vielen Kladen innerhalb der Scleralcyonacea sind. Die Schwesterfamilie der Helioporidae ist die Familie Dendrobrachiidae mit der einzigen Gattung Dendrobrachia. Die 1977 durch Frederick Bayer und K. M. Muzik für Lithotelesto (heute Epiphaxum ) eingeführte Familie Lithotelestidae wurde 2022 mit der Familie Helioporidae synonymisiert.